# Liste der Kulturdenkmale in Hartmannsdorf bei Kirchberg

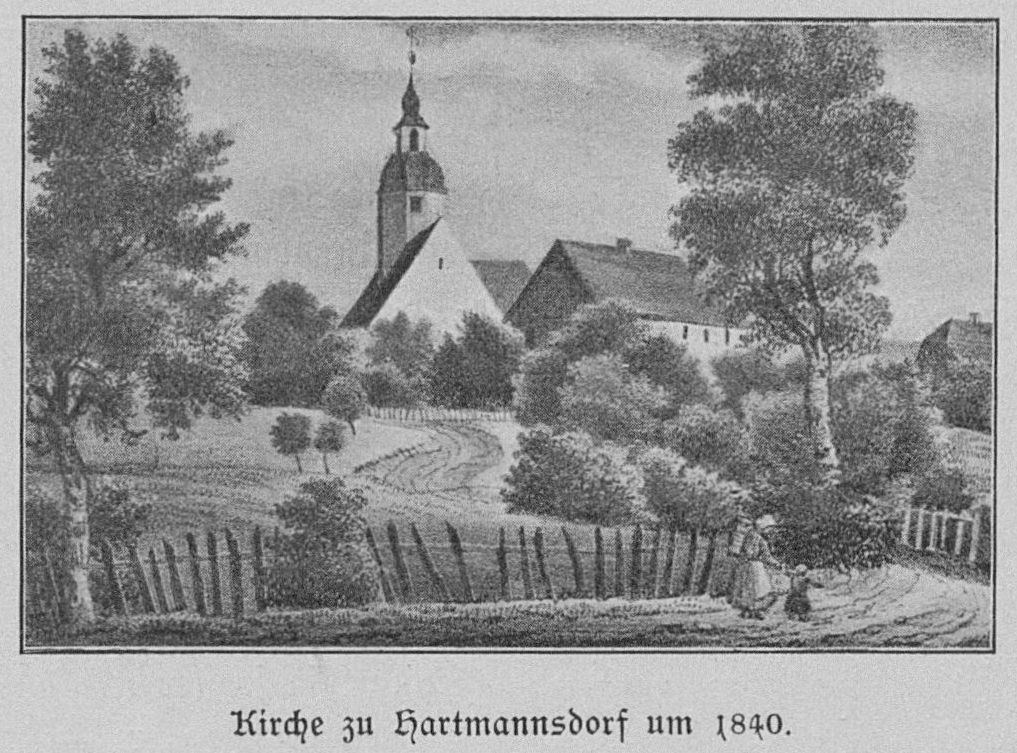
Alte Kirchenansicht von 1840

Die Liste der Kulturdenkmale in Hartmannsdorf bei Kirchberg enthält die Kulturdenkmale in Hartmannsdorf bei Kirchberg.
Diese Liste ist eine Teilliste der Liste der Kulturdenkmale in Sachsen.

## Legende
- Bild: Bild des Kulturdenkmals, ggf. zusätzlich mit einem Link zu weiteren Fotos des Kulturdenkmals im Medienarchiv Wikimedia Commons. Wenn man auf das Kamerasymbol klickt, können Fotos zu Kulturdenkmalen aus dieser Liste hochgeladen werden:
- Bezeichnung: Denkmalgeschützte Objekte und ggf. Bauwerksname des Kulturdenkmals
- Lage: Straßenname und Hausnummer oder Flurstücknummer des Kulturdenkmals. Die Grundsortierung der Liste erfolgt nach dieser Adresse. Der Link (Karte) führt zu verschiedenen Kartendiensten mit der Position des Kulturdenkmals. Fehlt dieser Link, wurden die Koordinaten noch nicht eingetragen. Sind diese bekannt, können sie über ein Tool mit einer Kartenansicht einfach nachgetragen werden. In dieser Kartenansicht sind Kulturdenkmale ohne Koordinaten mit einem roten bzw. orangen Marker dargestellt und können durch Verschieben auf die richtige Position in der Karte mit Koordinaten versehen werden. Kulturdenkmale ohne Bild sind an einem blauen bzw. roten Marker erkennbar.
- Datierung: Baubeginn, Fertigstellung, Datum der Erstnennung oder grobe zeitliche Einordnung entsprechend des Eintrags in der sächsischen Denkmaldatenbank
- Beschreibung: Kurzcharakteristik des Kulturdenkmals entsprechend des Eintrags in der sächsischen Denkmaldatenbank, ggf. ergänzt durch die dort nur selten veröffentlichten Erfassungstexte oder zusätzliche Informationen
- ID: Vom Landesamt für Denkmalpflege Sachsen vergebene, das Kulturdenkmal eindeutig identifizierende Objekt-Nummer. Der Link führt zum PDF-Denkmaldokument des Landesamtes für Denkmalpflege Sachsen. Bei ehemaligen Kulturdenkmalen können die Objektnummern unbekannt sein und deshalb fehlen bzw. die Links von aus der Datenbank entfernten Objektnummern ins Leere führen. Ein ggf. vorhandenes Icon  führt zu den Angaben des Kulturdenkmals bei Wikidata.

## Hartmannsdorf b. Kirchberg
| Bild                                    | Bezeichnung | Lage                                     | Datierung                                        | Beschreibung | ID       |
| --------------------------------------- | --- | ---------------------------------------- | ------------------------------------------------ | --- | -------- |
| Weitere Bilder                          | Kunstteich mit Erddamm einschließlich Überlauf                                                                   | (Karte)                                  | 1483–1485                                        | Als älteste Talsperre Sachsens bekannt, zweitältester Kunstteich im Erzgebirge und wichtigstes Aufschlagwasserreservoir des Schneeberger Reviers, später Strandbad, landschaftsbildprägendes wasserbauliches Zeugnis des Schneeberger Altbergbaus von großer lokalhistorischer, bergbaugeschichtlicher und technikgeschichtlicher Bedeutung. Kunstteich erstreckt sich über zwei Gemeinden: Stadt Schneeberg (Objekt 08958141) und Gemeinde Hartmannsdorf b. Kirchberg (Objekt 08956056). Einzeldenkmale der Sachgesamtheit Schneeberger Revier: - Filzteich, 1483–1485 künstlich angelegter Speicherteich (Filz früher erzgebirgische Bezeichnung für Torf, bezieht sich auf das ehemalige Moor- und Zinnseifengelände, auf dem der Teich angestaut wurde), staut den Zschorlau-, Filz- und Seifenbach an, fasst rund 100.000 Kubikmeter Wasser und gehört zu den frühen großen Kunstteichen des Erzgebirges, diente der Wasserversorgung der Gruben und Aufbereitungsanlagen im Schneeberger/Neustädtler Bergbaugebiet (unter anderem Wolfgangmaßen und Siebenschlehen), Wasser gelangt über den sogenannten Hauptkunstgraben (vgl. Objekt 09306234) zur Grube Peter und Paul, wurde von dort aus teils untertägig weiteren Grubenanlagen zur Beaufschlagung der Kunst- und Kehrräder zugeführt. - Am 4. Februar 1783 Dammbruch (in Höhe des alten Holzgerinnes zum anschließenden Kunstgraben, Bruchstelle über 20 Meter lang, 8 Meter hohe Flutwelle nach Zschorlau und Auerhammer, dort Zerstörung von Gebäuden, 18 Todesopfer in Zschorlau), bis 1786 Wiederherstellung des Erddammes mit nunmehr steinernem Zapfengerinne (Granit), neuartigem Striegelhaus (auf der Flur der Stadt Schneeberg) und Überlaufbauwerk, 1841 Reparatur des Überlaufs, 1852 Ausmauerung mit Granitquadern (Tarrasmauer), bis 1932 ausschließlich für bergbauliche Zwecke genutzt, seit 1933 als Strandbad nachgenutzt, aufgrund dieser Nutzung Umbau (Ergänzung eines hölzernen Aufbaus) zwecks zusätzlicher Nutzung des Striegelhauses als Badeaufsichtsturm. - Erddamm mit wasserseitiger Tarrasmauer, mit Überlaufbauwerk: Schützenhaus ursprünglich über ganze Länge des Überlaufs, später eingekürzt, neue und nicht dem ursprünglichen Zustand entsprechende Holzverschalung, Fachwerkkonstruktion original, Überlauf rechts des Mittelpfeilers (von der Wasserseite aus gesehen) zwischenzeitlich zugemauert, heute mit automatischem Sperrwerk versehen. - Inschriftstein am Steingerinne zum Kunstgraben auf der Luftseite des Erddammes (auf der Flur der Stadt Schneeberg): Inschrift zur Zeit mit weißer Farbe teils verfälschend nachgezogen, ursprünglich bezeichnet mit „DAMM BRUCH DEN 4ten Feb. Ao. 1783“. | 08956056 |
| Weitere Bilder                          | Kunstgraben | (Karte)                                  |                                                  | Einzeldenkmal der Sachgesamtheit Schneeberger Revier: | 09306234 |
| Weitere Bilder                          | Hauptkunstgraben mit Erddamm einschließlich Überlauf des Filzteichs sowie die zwei Halden (Sachgesamtheitsteile) | (Karte)                                  |                                                  | Sachgesamtheitsbestandteil der Sachgesamtheit Schneeberger Revier: Gesamtheit von Zeugnissen des Schneeberg-Neustädteler Bergbaus aus Tage- und Grubengebäuden, Halden, wasserbaulichen Anlagen usw. aus mehreren Jahrhunderten, darunter in der Gemeinde Hartmannsdorf b. Kirchberg folgende Einzeldenkmale: - Hauptkunstgraben (siehe Einzeldenkmalliste – Obj. 08956056) - Kunstteich mit Erddamm einschließlich Überlauf des Filzteichs (siehe Einzeldenkmalliste – Obj. 08958581), sowie - die Sachgesamtheitsteile: Zwei Halden (siehe auch Sachgesamtheitsliste der Gemeinde Schneeberg – Obj. 09301518). | 09306311 |
| Direkt Bild zu diesem Denkmal hochladen | Wohnstallhaus eines Zweiseithofes                                                                                | An der Sandleite 1 (Karte)               | 1. Hälfte 18. Jahrhundert                        | Fachwerk-Wohnstallhaus mit verbrettertem Obergeschoss, wissenschaftlich-dokumentarischer Wert, eines der ältesten Häuser im Ort. Großer, alter Baukörper, Erdgeschoss Bruchsteine, verputzt, Steintürgewände, Obergeschoss Fachwerk, vorkragende Schwelle, mit halbrunden Füllhölzern, verbrettert, schlechter Bauzustand. | 08956196 |
| Weitere Bilder                          | Gemeindeamt | Badstraße 1 (Karte)                      | 1920er Jahre                                     | Baugeschichtlich und ortsgeschichtlich von Bedeutung, eines der wenigen Beispiele aus den 1920er/1930er Jahren im Ort, im Heimatstil. Zweigeschossiger Kubus auf Granitsockel, Putzgliederung, Freitreppe mit kräftiger Mauer und Kugelbekrönung, Satteldach mit Dachhecht und Türmchen, teils originale Fenster. | 08956193 |
| Direkt Bild zu diesem Denkmal hochladen | Fabrikantenvilla mit Pförtnerhaus der ehemaligen Kammgarnspinnerei sowie Einfriedung des Vorgartens              | Dorfstraße 16 (Karte)                    | 1920                                             | Bau- und ortsgeschichtliche Bedeutung, im Reformstil der Zeit um 1910. Das Gebäude wurde 2018 wegen Baufälligkeit abgerissen. - Villa: Zweigeschossiger Kubus mit halbrundem Anbau, Altan, Pilastergliederung, in der Gaupe Putto–Relief, im Zentrum der Fassade die Initialen „C K“, originale Fenster, Mansardwalmdach, schlechter Bauzustand, - Pförtnerhaus: Eingeschossiger Bau auf kräftigen Säulen, geschwungenes Mansardwalmdach. | 08956186 |
| Weitere Bilder                          | Triangulationssäule                                                                                              | Hirschenstein (Karte)                    | bezeichnet 1864 (Triangulationssäule)            | Station der Königlich-Sächsischen Triangulation, Netz zweiter Ordnung, wissenschaftsgeschichtlich und technikgeschichtlich von Bedeutung. Denkmaltext: Die 1 m hohe Station Hirschenstein ist durch den Wald des Hohen Forstes sehr gut geschützt. Die Säule ist gut erhalten und weist nur an den Ecken der oberen Fläche geringe Schäden auf. Da die Säule bereits 1864 gesetzt wurde, scheint es eine „Einzelanfertigung“ zu sein. Die Beschriftung scheint ohne Schablone eingemeißelt worden zu sein. Der Stein steht auf einer größeren Bodenvermarkung. Die Beschriftung ist gut erhalten und neu mit Farbe hinterlegt. Sie zeigt nach Süden. Ein Höhenbolzen war an der Säule nicht angebracht, die Sicht zu Nachbarpunkten ist durch Hochwald verwachsen. Im Zeitraum 1862 bis 1890 erfolgte im Königreich Sachsen eine Landesvermessung, bei der zwei Dreiecksnetze gebildet wurden. Zum einen handelt es sich um das Netz für die Gradmessung im Königreich Sachsen (Netz I. Classe/Ordnung) mit 36 Punkten und die Königlich Sächsische Triangulierung (Netz II. Classe/Ordnung) mit 122 Punkten. Geleitet wurde diese Landesvermessung durch Christian August Nagel, wonach die Triangulationssäulen auch als „Nagelsche Säulen“ bezeichnet werden. Dieses Vermessungssystem war eines der modernsten Lagenetze in Deutschland. Die hierfür gesetzten Vermessungssäulen blieben fast vollständig an ihren ursprünglichen Standorten erhalten. Sie sind ein eindrucksvolles Zeugnis der Geschichte der Landesvermessung in Deutschland sowie in Sachsen. Das System der Vermessungssäulen beider Ordnungen ist in seiner Gesamtheit ein Kulturdenkmal von überregionaler Bedeutung (LfD/2013). Vermessungssäule aus Wolfersgrüner Granit, Schaft mit quadratischem Grundriss, ohne Abdeckplatte, Inschrift: „Station / HIRSCHENSTEIN / der / K.S. / Triangulierung. / 1864“, Höhe 1 m, Kantenlänge oben 50 cm. | 08956205 |
| Weitere Bilder                          | Wegestein | Leutersbacher Straße - (Karte)           | 19. Jahrhundert                                  | Verkehrsgeschichtlich von Bedeutung, mit Stundenangaben. Granit, „Leutersbach u. Giegengrün 1/4 St“. | 08956198 |
| Weitere Bilder                          | Wegestein mit Inschrift                                                                                          | Lichtenauer Flügel (Karte)               | 19. Jahrhundert                                  | Verkehrshistorische Bedeutung. | 08956333 |
|                                         | Gedenkstein | Lichtenauer Flügel - (Karte)             | 1889                                             | Zur 800-Jahr-Feier des Hauses Wettin, regionalgeschichtlich von Bedeutung. Bezeichnet mit „H. A. / 1089. 1889.“, H: Markgraf Heinrich, A: König Albert. | 08956332 |
| Weitere Bilder                          | Gasthaus | Rothenkirchener Straße 5 (Karte)         | 1920er Jahre                                     | Ortsgeschichtlich von Bedeutung, im Heimatstil der 1920er Jahre. | 09303277 |
| Direkt Bild zu diesem Denkmal hochladen | Wohnhaus eines Zweiseithofes                                                                                     | Rothenkirchener Straße 6 (Karte)         | 1. Hälfte 19. Jahrhundert                        | Fachwerkwohnhaus, wissenschaftlich-dokumentarischer Wert. Erdgeschoss massiv, Steingewände, Winterfenster, Obergeschoss Fachwerk, baufällig. | 08956183 |
| Direkt Bild zu diesem Denkmal hochladen | Wohnhaus | Rothenkirchener Straße 21 (Karte)        | um 1890                                          | Zeittypisches Backsteinwohnhaus der Gründerzeit, baugeschichtlich von Bedeutung. Eingeschossig mit Dachausbau, Winterfenster, Gliederung in gelbem Backstein, Dacherker. | 08956185 |
| Direkt Bild zu diesem Denkmal hochladen | Wohnhaus | Rothenkirchener Straße 28 (Karte)        | um 1800                                          | Ländliches Fachwerkwohnhaus, Teil der alten Ortsstruktur. Alter Baukörper, Erdgeschoss massiv, verändert, Obergeschoss Fachwerk, vermutlich einriegelig, verkleidet, sehr kleine Fenster. | 08956192 |
| Direkt Bild zu diesem Denkmal hochladen | Wohnhaus | Rothenkirchener Straße 33 (Karte)        | Mitte 19. Jahrhundert                            | Ländliches Fachwerkwohnhaus, Teil des alten Ortsbildes. Erdgeschoss massiv, Steintürgewände mit originaler Tür, Obergeschoss Fachwerk, verkleidet, Dach Schiefer. | 08956191 |
| Direkt Bild zu diesem Denkmal hochladen | Wohnhaus | Rothenkirchener Straße 39 (Karte)        | um 1760                                          | Krüppelwalmdach, Obergeschoss Fachwerk, Keller mit Tonnengewölbe, zwei Gewölbejoche im Erdgeschoss, für ein ländliches Wohnhaus außergewöhnliche Raumhöhen, in der Entstehung zweifellos außergewöhnlicher Hintergrund, baugeschichtlich und ortsgeschichtlich von Bedeutung. Erdgeschoss massiv, Steingewände, Obergeschoss Fachwerk, verbrettert, ein Giebel verkleidet, Krüppelwalmdach. | 08956188 |
|                                         | Häuslerhaus | Rothenkirchener Straße 104 (Karte)       | Mitte 19. Jahrhundert                            | Fachwerk-Häuslerei, wissenschaftlich-dokumentarischer Wert. Erdgeschoss Bruchstein, verputzt, Obergeschoss Fachwerk, Giebel Schiefer, Krüppelwalmdach, sehr baufällig. | 08956195 |
|                                         | Forsthaus mit zwei Nebengebäuden und Einfriedung                                                                 | Rothenkirchener Straße 121; 121a (Karte) | um 1905                                          | Ortsgeschichtliche Bedeutung, Gründerzeitgebäude. - Forsthaus: Stattlicher, zweigeschossiger Putzbau auf Sandsteinsockel mit vorgezogenem Mittelteil, Backsteinlisenen an den Ecken, neugotische Eingangstür, profilierte Fenstergewände, - Die Nebengebäude: Putzbauten mit Backsteingliederung, Drempel dekorativ verbrettert, teils große Tore, Lastenaufzug. | 08956197 |
| Weitere Bilder                          | Wegestein | Salzstraße (Karte)                       | 19. Jahrhundert                                  | Verkehrshistorische Bedeutung, mit Inschrift. | 08956334 |
| Weitere Bilder                          | Kirche St. Johannis Enthauptung und Kirchhof Hartmannsdorf: Kirche, Grabmal an der Außenwand und Kirchhofsmauer  | Schulweg - (Karte)                       | Mitte 13. Jahrhundert, später überformt          | Von baugeschichtlicher und ortshistorischer Bedeutung, barock überformte Saalkirche. Einzeldenkmale der Sachgesamtheit (siehe auch Sachgesamtheitsdokument – Obj. 09300309): Kirche, Grabmal an der Außenwand und Kirchhofsmauer - Kirche: Die vermutlich seit Mitte 13. Jahrhundert bestehende Kapelle nach Süden 1750 durch Christian Bürger und Matthäus Tröger erweitert. Verputzter Bau mit dreiseitig geschlossenem Chor, Strebepfeiler und breitem Südgiebel, Korbbogenfenster. Turmartiger, achtseitiger Dachreiter mit geschweifter Haube und Laterne. Im Innern flache Felderdecke, an drei Seiten Emporen. Im Norden Forstmeisterloge von 1690, erneuert 1797. Wandmalerei auf der Nordseite in Emporenhöhe, vermutlich Einzug Christi in Jerusalem, zweite Hälfte 15. Jahrhundert – Altarfiguren von Peter Breuer, datiert 1511/12, im Altar von 1969: in der Predella von großer Anmut die Geburt Christi. Im Schrein, in stoffreiche Gewänder gehüllt Mondsichelmadonna mit den heiligen Barbara und Margareta, in den Flügeln Anna Selbdritt und Katharina: Auf der rechten Außenseite Reste von Malerei. – Taufe in Kelchform aus Rochlitzer Porphyr, 1705. – Kleine Orgel von Schuster, 1985, im Gehäuse der Vorgängerorgel von Jacob Oertel, 1756. - An der Außenwand: Grabplatten, erste Hälfte 18. Jahrhundert. | 08956190 |
| Weitere Bilder                          | Sachgesamtheit Kirche St. Johannis Enthauptung und Kirchhof Hartmannsdorf                                        | Schulweg - (Karte)                       | Mitte 13. Jahrhundert, später überformt (Kirche) | Von baugeschichtlicher und ortshistorischer Bedeutung, barock überformte Saalkirche. | 09300309 |
| Weitere Bilder                          | Alte Schule | Schulweg 5 (Karte)                       | 2. Hälfte 18. Jahrhundert                        | Mit Fachwerk-Obergeschoss, ortsgeschichtliche Bedeutung, ortsbildprägende Lage am Kirchhof. Alter, breitgelagerter Baukörper, Erdgeschoss massiv, Obergeschoss Fachwerk, verkleidet, originale Fenstergrößen, Satteldach Schiefer. | 08956189 |
| Weitere Bilder                          | Mundloch des Martin-Römer-Stolln                                                                                 | Wiesenburger Straße - (Karte)            | 14. Jahrhundert (Martin-Römer-Stolln)            | Bergbaugeschichtlich von Bedeutung. Einzeldenkmal der o. g. Sachgesamtheit (Teilabschnitt Hartmannsdorf b. Kirchberg) – (siehe auch Sachgesamtheitsdokument – obj. 09304282): Denkmaltext: Diese ältesten Zeugnisse des späteren Grubenfeldes „Martin Römer“ stammen aus der Blütezeit des hiesigen, überregional bedeutenden Bergbaus auf kupfer- und silberhaltigen Bleierze im 13. und 14. Jahrhundert. Die Grubenbaue erreichten eine für damalige Verhältnisse beachtliche Tiefe von etwa 165 Meter. Um 1420 wurde der Erzabbau dann zunächst eingestellt, um 1472, nach den beachtlichen Silberfunden am Schneeberg im Jahr 1470, wieder aufgenommen zu werden. Die Wiedergewältigung der alten Grubenbaue und die Erschließung neuer Erzgänge erfolgte unter der Amtshauptmannschaft von Martin Römer. Der Grubenbetrieb war jedoch unrentabel. Bis 1800 sind daher über 80 verschiedene Gewerkschaften und Eigenlehner nachweisbar. Zuletzt wurden die Grubengebäude zwischen 1793 und 1819 von Schichtmeister Abraham Beyer wieder aufgewältigt, darunter ab 1795 der wichtigste Stolln des Reviers, nun als Martin-Römer-Stolln bezeichnet. Nach der Einstellung des Betriebs wurden die Schächte verbühnt, durch die im Laufe der Zeit verstürzenden Schachtgebäude entstanden die heute noch sichtbaren Pingen. 1945 wurde der Martin-Römer-Stolln nochmals mit einem Untersuchungsstolln, dem Engländerstolln, angefahren, jedoch nach Kriegsende nicht weiter aufgewältigt (vergleiche Einzeldenkmaldokument – obj. 09304285). Erst 1977 wurde zumindest das verstürzte Mundloch des Martin-Römer-Stollns wieder freigelegt und das Mauerwerk rekonstruiert. Heute zeigen zwei parallel verlaufende Pingenzüge Lage und Verlauf der Haupterzgänge im Hohen Forst an, wobei der markantere Pingenzug auf etwa 800 Meter Länge den Erzgang des Martin-Römer-Stehnden und damit auch den Verlauf des Martin-Römer-Stollns markiert (vergleiche Sachgesamtheitsdokument – obj. 09304282). Das zugehörige Stollnmundloch befindet sich dabei im südwestlichen Bereich des Grubenfeldes. (LfD/2012) | 09304284 |
| Weitere Bilder                          | Sachgesamtheit Bergbaulandschaft Hoher Forst: Bergbauliche Anlagen – Mundlöcher, Halden, Bingen, Bingenzüge      | Wiesenburger Straße - (Karte)            | 13./14. Jahrhundert                              | Geschlossenes mittelalterliches Bergbaugebiet, Bodenstrukturen und bauliche Anlagen gehören zu den frühesten Sachzeugnissen des westerzgebirgischen Bergbaus und sind daher von bergbaugeschichtlicher Bedeutung (siehe auch Sachgesamtheitsdokument der Gemeinde Langenweißbach, OT Weißbach). Sachgesamtheit Bergbaulandschaft Hoher Forst: bergbauliche Anlagen – Mundlöcher, Halden, Bingen, Bingenzüge – im Gebiet der Gemeinden Hartmannsdorf bei Kirchberg (OT Hartmannsdorf) und Langenweißbach (OT Weißbach), davon gehören zum Teilabschnitt Hartmannsdorf b. Kirchberg, OT Hartmannsdorf: das Einzeldenkmal Mundloch des Martin-Römer-Stolln (siehe Einzeldenkmalliste – obj. 09304284) sowie die Sachgesamtheitsteile Reste der Bergbausiedlung Fürstenberg, Halden, Bingen und Bingenzüge. Denkmaltext: Etwa fünf Kilometer nordwestlich des eigentlichen Schneeberger Reviers finden sich bedeutende Reste eines mittelalterlichen Erzbergbaus im Hohen Forst, einem Teilgebiet des ehemaligen Wiesenburger Waldes. Über 160 Pingen und zugehörige Haldenaufschüttungen, größtenteils in zwei parallel verlaufenden Zügen angeordnet, sowie verschiedene als archäologische Bodendenkmäler erfasste Bodenstrukturen wie Wall- und Grabenanlagen, die auf eine mittelalterliche Besiedlung sowie einen Burgkomplex im Hohen Forst verweisen, bilden eine auch heute noch vom Bergbau und der damit verbundenen Besiedlung geformte Landschaft. So hat sich eine kleine Wallanlage der zum Schutz der Silbereinkünfte vom Hohen Forst erbauten und 1329 zerstörten Turmhügelburg des Markgrafen von Meißen erhalten, ebenso wie die größere Wallanlage der nahen Bergbausiedlung Fürstenberg, welche in der zweiten Hälfte des 14. Jahrhunderts wüst fiel. Diese ältesten Zeugnisse des späteren Grubenfeldes „Martin Römer“ stammen aus der Blütezeit des hiesigen, überregional bedeutenden Bergbaus auf kupfer- und silberhaltigen Bleierze im 13. und 14. Jahrhundert. Die Grubenbaue erreichten eine für damalige Verhältnisse beachtliche Tiefe von etwa 165 Metern. Um 1420 wurde der Erzabbau dann zunächst eingestellt, um 1472, nach den beachtlichen Silberfunden am Schneeberg im Jahr 1470, wieder aufgenommen zu werden. Die Wiedergewältigung der alten Grubenbaue und die Erschließung neuer Erzgänge erfolgte unter der Amtshauptmannschaft von Martin Römer. Der Grubenbetrieb war jedoch unrentabel. Bis 1800 sind daher über 80 verschiedene Gewerkschaften und Eigenlehner nachweisbar. Zuletzt wurden die Grubengebäude zwischen 1793 und 1819 von Schichtmeister Abraham Beyer wieder aufgewältigt, darunter ab 1795 der wichtigste Stolln des Reviers, nun als Martin-Römer-Stolln bezeichnet. Nach der Einstellung des Betriebs wurden die Schächte verbühnt, durch die im Laufe der Zeit verstürzenden Schachtgebäude entstanden die heute noch sichtbaren Pingen. Die alten Grubenbaue wurden schließlich in der NS-Zeit auf Wolframit erkundet. Der Untersuchungsbetrieb gehörte als Betriebsteil der Gewerkschaft Schneeberger Bergbau zum Staatskonzern Sachsenerz Bergwerke AG. Ab 1940 folgten erste Schürfarbeiten im Grubenfeld „Martin Römer“. 1943 bis 1945 wurde ein Untersuchungsstolln, heute als „Engländerstolln“ bezeichnet, von Kriegsgefangenen vorgetrieben. Aufgrund des Kriegsendes kam es allerdings nicht mehr zur Förderung von Wolframerzen, der neue Stolln wurde zugemauert, die Schürfschächte abgedeckt und verstürzt. Heutige Situation: Von den über 160 erhaltenen Pingen im Hohen Forst zeigen hauptsächlich die in zwei parallel verlaufenden Zügen angeordneten Pingen Lage und Verlauf der Haupterzgänge im Hohen Forst an. Der markantere der beiden Pingenzüge markiert auf etwa 800 Meter Länge den Erzgang des Martin-Römer-Stehnden. Der Martin-Römer-Stolln erschließt die Grubengebäude dieses Erzganges, das zugehörige Stollnmundloch befindet sich dabei im südwestlichen Bereich des Grubenfeldes (vergleiche Einzeldenkmaldokument – obj. 09304284). Von hier aus verläuft der Stolln zunächst in östlicher Richtung bis zum Erzgang und folgt diesem anschließend in Richtung Nordnordost. Zwei der größten Pingen markieren die ehemaligen Lichtlöcher 8 und 9, welche zwischen 1793 und 1819 zu Haupt- bzw. Förderschächten ausgebaut wurden. Die Pingen der Lichtlöcher 1 und 2 nahe dem Stollnmundloch sind ganzjährig mit Wasser gefüllt, sie werden daher auch als Hechtlöcher bezeichnet. Der zweite Pingenzug mit einer Länge von etwa 500 Metern dokumentiert den Verlauf des Jung-Martin-Römer-Erzgangs. Das Stollnmundloch des Engländerstollns befindet sich im nordöstlichen Bereich des Grubenfeldes (vergleiche Einzeldenkmaldokument – obj. 09304285). Der Stolln selbst wurde zunächst in südwestlicher Richtung in den Berg getrieben. Am Stollnkreuz zweigen dann zwei Strecken nach Nordnordwest und Südsüdost ab, wobei letztere schließlich auf den mittelalterlichen Martin-Römer-Stolln trifft. (LfD/2012) | 09304282 |

## Giegengrün
| Bild                                    | Bezeichnung                                       | Lage                  | Datierung                  | Beschreibung | ID       |
| --------------------------------------- | ------------------------------------------------- | --------------------- | -------------------------- | --- | -------- |
| Weitere Bilder                          | Denkmal für die Gefallenen des Ersten Weltkrieges | Giegengrün - (Karte)  | nach 1918 (Kriegerdenkmal) | Ortsgeschichtlich von Bedeutung. Kleiner Stein mit Platte: „Zur Ehre für die im Weltkrieg Gebliebenen Max Müller, Franz Siebdrath“. | 08956200 |
| Direkt Bild zu diesem Denkmal hochladen | Wohnstallhaus eines Bauernhofes                   | Giegengrün 5 (Karte)  | bezeichnet 1822            | Stattliches Fachwerk-Wohnstallhaus, eines der wenigen Denkmale im Ort. Erdgeschoss massiv, Steingewände, profiliertes Türportal mit Schlussstein, Schlussstein bezeichnet „1822“, Obergeschoss kräftiges Fachwerk, Giebel verbrettert.                          | 08956199 |
|                                         | Turmholländer                                     | Giegengrün 15 (Karte) | Ende 19. Jahrhundert       | Einziges Beispiel in Ort und Umgebung, technikgeschichtlich und durch seine quadratischen Grundriss baugeschichtlich von Bedeutung. Stumpf aus Steinquadern, verjüngt nach oben, rundbogige Tür, ehemaliger Balkon, Frau Koch, 20. Januar 2005: bleibt Denkmal. | 08956201 |